# Waste House
Waste House (de l'anglès Casa dels Residus) és un edifici en el campus de la Universitat de Brighton al centre de Brighton, en la costa oest d'Anglaterra. Va ser construït entre 2012 i 2014 com a projecte amb la participació de centenars d'estudiants i aprenents i va ser dissenyat per Duncan Baker-Brown, un arquitecte que també dona classes a la universitat. Els materials consisteixen d'una àmplia gamma de residus de la indústria de la construcció i domèstica—des de raspalls de dents i pantalons vells fins a cassets VHS i cambres d'aire de bicicleta—i és el primer edifici públic d'Europa en ser construït bàsicament d'aquest tipus de materials. "Des de la distància [s'assembla] a una residència contemporània ordinària", Waste House està dissenyada per ser sostenible i de baix cost energètic, i estarà contínuament en ús com a banc de proves pels estudiants de disseny, arquitectura i enginyeria. L'edifici va rebre diversos premis i va ser preseleccionat pel Stephen Lawrence Prize de la Royal Institute of British Architects en setembre de 2015.

## Rerefons
Waste House té els seus orígens en un projecte anterior per Duncan Baker-Brown, un professor de la universitat i director de la firma d'arquitectura BBM Sustainable Design localitzada a l'estació de tren de Cooksbridge d'East Sussex. En el programa de televisió de la Channel 4, The House That Kevin Built (2008), ell i el dissenyador i presentador de televisió Kevin McCloud van construir una casa prefabricada de "baix cost energètic i ecològic" fet amb materials orgànics. Va ser el primer edifici d'aquest tipus construït en el Regne Unit. Baker-Brown va ser responsable del disseny de l'edifici, que a més es va referir com "La Casa que ha construït Kevin". En un principi, Baker-Brown van planificar simplement enderrocar l'edifici i tornar a erigir-lo en la Universitat. En el seu lloc, l'edifici temporal era el prototip de la Waste House, i des dels treballs realitzats en 2008 a la Facultat d'Arts de la Universitat de Brighton per desenvolupar les idees i tècniques utilitzades en el programa per tal de construir una casa permanent que pot ser utilitzada per provar materials de construcció, teories i noves tècniques. Es pretén que sigui "un veritable projecte de recerca en directe" així com un edifici que la universitat i altres grups poden usar.

## Disseny i construcció
Es van programar que es començarien les obres en 2012 a temps per finals d'any i l'obertura pública al febrer de 2013. Aquestes dates no es van aconseguir, però la preparació va començar el 26 de novembre de 2012 i pel maig de 2013 la construcció estava en marxa. L'obra va ser acabada en abril de 2014, l'edifici va ser ofert com a part del Brighton Festival el mes següent, el públic va poder veure l'interior durant el juny de 2014, i l'agost de 2014 la Waste House va ser finalitzada. El cost de la construcció va ser de £140.000 i el valor total del contracte va ser de £200.000. Waste House és el primer edifici públic permanent a Europa a partir de material de residus.
Més de 300 estudiants de la Universitat de Brighton, City College Brighton & Hove (CCB) i aprenents de la immobiliària Mears Group van participar en el projecte. Els treballs de construcció es van dur a terme principalment pels estudiants CCB, els aprenents de Mears i alguns voluntaris, dirigit per un gerent de projecte de Mears Group. Els estudiants aprenent fusteria en CCB van dissenyar l'estructura d'entramat de fusta i "l'escala de fusta fina, va ser acabada amb un fermall decoratiu retallat". Molts dels elements estructurals van ser creats en tallers propis de la universitat. Els estudiants de la Facultat d'Arts de la Universitat de Brighton van treballar amb Baker-Brown en el disseny, la selecció dels materials i les característiques interiors com ara els mobles. En general, el 97,5% del temps necessari per construir Waste House—2.507 dies-persona—va ser proporcionat per estudiants i voluntaris, i prop de 700 persones van treballar en el projecte. Un objectiu important del projecte va ser la introducció dels estudiants i aprenents a les tècniques de construcció sostenibles i per permetre que continuïn provant les seves idees per mitjà del reequipament de nous accessoris.

## Materials
El propòsit de la construcció de Waste House era demostrar que el material considerat com a residu i, per tant, destinat a l'abocador, podria ser utilitzat per crear un edifici permanent viable. Baker-Brown va declarar que al Regne Unit, el 20% dels materials de construcció es malgasten—per la qual cosa l'equivalent al valor del material no desitjat d'una casa és generada per cada cinc cases construïdes. Entre el 85% i el 90% dels materials usats en Waste House són residus de la construcció d'aquest tipus o d'ús domèstic i productes de consum ordinaris que ja no són necessaris.

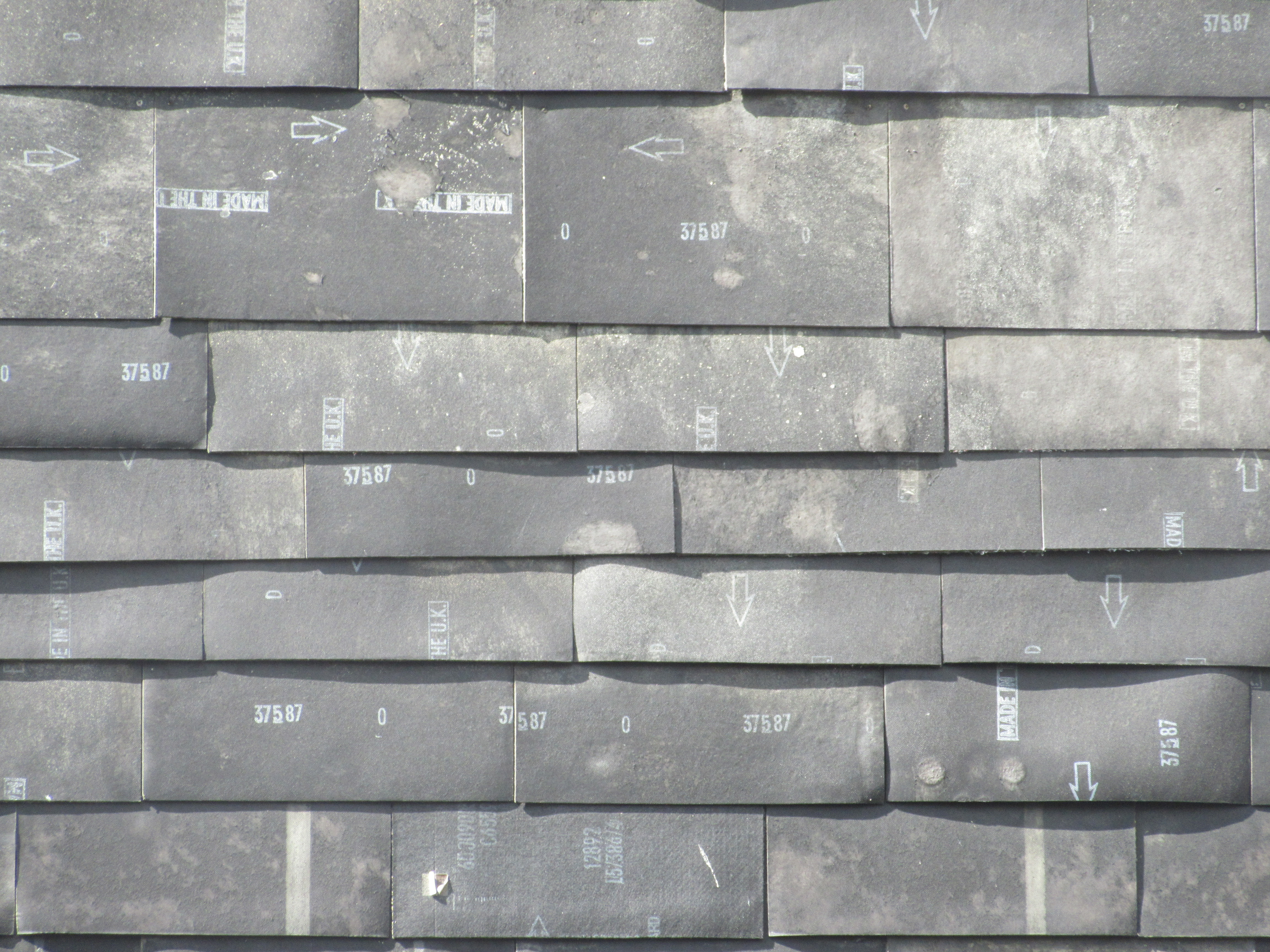
L'edifici està revestit amb rajoles de moqueta establerts amb la seva arpillera cap a fora.

Estructuralment, l'edifici és un entramat de fusta i utilitza una barreja de fusta recuperada i contraplacat de diverses fonts al voltant de Brighton. S'ha construït sobre fonaments d'escòria granulada d'alt forn. Els murs "bastant inusuals" consisteixen en una barreja de residus de guix i argila sobrant o recuperada d'obres de construcció. Aquests es comprimeixen en murs d'estil tàpia utilitzant equips pneumàtics—una tècnica que millora la conservació de l'energia de l'edifici, a causa que aquestes parets guarden energia solar durant molt de temps. A l'exterior les parets estan cobertes amb "una superfície escamosa de teules negres de cautxú"—2.000 llosetes de moqueta d'un antic edifici d'oficines a Brighton. La seva capa inferior ignífuga i impermeable orientada cap a l'exterior, proporciona revestiment resistent a la intempèrie i l'aïllament. La seva aparença negre en la seva majoria varia en llocs en ser laminat amb bosses de plàstic en diversos colors. Entre les llosetes de moqueta i les pròpies parets, es van utilitzar nous materials: DuPont va subministrar uns 400 metres quadrats de "membrana transpirable", un element més contra el mal temps, i segellat d'humitat "Housewrap". A l'interior, les parets es col·loquen amb plaques de guix recuperat recobert amb pintura sobrant de les obres de construcció. El mur de càrrega principal està format de 10 tones de guix botí comprimit des d'una zona de construcció propera. En tot l'edifici, l'espai entre l'entrada i els blocs d'argila i guix exteriors s'ha omplert de brossa domèstica que actuarà com a aïllant. Es van instal·lar sensors per monitorar com es manté la calor, que formarà part d'un projecte de PhD d'un estudiant de la Universitat de Brighton. Els materials d'aïllament es revelen en diversos llocs per "finestretes espiell" (panells transparents en les parets): així com alguns materials d'aïllament convencionals de segona (poliuretà), hi ha disquets "floppy", 4.000 cassets VHS, 4.000 DVD i caixes de vídeo, dues tones de retalls de pantalons i jaquetes, càmeres d'aire de bicicleta per aïllar finestres, i 20.000 raspalls de dents. Els cassets i altres mitjans de comunicació procedeixen de les existències de les botigues de lloguer que estaven tancant; una empresa de neteja d'avions propera a l'aeroport de Gatwick ve la major part dels raspalls de dents, que s'ofereixen als passatgers First i Business Class que van ser rebutjats després d'un ús, i d'altres van ser proporcionats pels escolars de Brighton; i el denim va vindre dels comerciants tèxtils (en particular, una empresa que va convertir texans llargs en pantalons curts retallant el teixit).
Molts materials es van obtenir de la pàgina web Freegle—un servei de reutilització i reciclatge gratuït desenvolupat per The Freecycle Network. Això inclou les teules de fang al sostre, la cuina i alguns dels materials d'aïllament. Cat Fletcher, un dels fundadors de Freegle UK, va formar part de l'equip del projecte Waste House i va ser responsable de l'obtenció de molts dels materials, tant dels membres de Freegle (uns 18.000 en l'àrea de Brighton) com d'altres fonts. A part dels materials de revestiment especialitzats subministrats per DuPont, els únics nous productes que s'utilitzen a l'edifici són les finestres de triple vidre i el material utilitzat en el cablejat i plomeria.

## Premis i recepció
En setembre de 2015, Waste House va ser nominat pel Stephen Lawrence Prize. Aquest premi de la Royal Institute of British Architects (RIBA), porta el nom de l'arquitecte aspirant que va ser assassinat en 1993, és per a projectes amb un pressupost de fins a £1 milió. En la seva preselecció per al premi, que és jutjat a mitjans d'octubre de 2015, els jutges de la RIBA van afirmar que la casa "té prou integritat científica per ser pres seriosament per la indústria de la construcció" i el potencial per alterar les actituds polítiques de reciclatge.
Waste House va ser un dels diversos edificis a Sussex, juntament amb el Chichester Festival Theatre i St Botolph's Church a Botolphs, per guanyar un premi en els Premis Regionals RIBA South East a l'abril de 2015. Es descriu com "un projecte amb una agenda interessant" i "un col·lectiu d'experiments en els quals els estudiants aprenen mitjançant l'aplicació". Duncan Baker-Brown també va guanyar un Argus Achievement Award del diari local The Argus.
RIBA va premiar Waste House un premi de Sostenibilitat en 2014. Es descrivia com "un experiment extraordinari", comentant específicament sobre l'aïllament de raspall de dents i les capes de control de vapor de bandes de vinil, i va assenyalar que "la contínua evolució [disseny]" pot "passar a la pregunta de qüestions importants de reciclatge que afecten a tots".
La 2Degrees Network, una associació col·laborativa en tot el món de negocis sostenibles, va premiar l'edifici com a Champions Award en 2014. Waste House va ser descrit com "una inversió en educació de la nova generació de dissenyadors i constructors per pensar i construir més sosteniblement".
Atès el seu baix consum d'energia, Waste House té una qualificació energètica d'edifici de A. Quan es van començar les obres de construcció, Baker-Brown va declarar l'objectiu que fos un dels primers edificis qualificats amb A del Regne Unit.